# ルクン・ウッディーン・サーイン
ルクン・ウッディーン・サーイン（ペルシア語：رکن‌الدین ساعین Rukn al-Dīn Sāʿīn、? - 1327年）は、14世紀のイルハン朝のワズィール（宰相）。

## 生涯

### ワズィールになる前
ルクン・ウッディーン・サーインの祖父はスルターン・ムハンマド・ホラズム・シャーの軍監であり、皇子ジャラールッディーンの重臣の一人であった。
1324年のはじめ、ワズィールのタージッディーン・アリーシャー・ギーラーニーが死去したため、アブー・サイード・ハンはその2子にワズィール職を与えたが、互いに反目し、ディーワーン（財務省）の官吏たちも両派に分かれて対立したため、二人を罷免した。

### ワズィールになる
ルクン・ウッディーン・サーインはアミール・チョバンという人物に愛着を感じており、イルハン朝のワズィールの地位に野心を抱いたため、チョバンの執事たちにチョバンに取り計らってくれるよう買収に成功した。さっそくチョバンの執事はチョバンにに対してイルハン朝の建国以来、最も勢力のあるアミールがその党派にワズィール職を譲ってきたのが常であったと繰り返し言った。そしてアルグン・ハンの時代にオルドカヤがサアド・ア＝ダウラを登用したこと、ガイハトゥ・ハンの時代にタガチャルがサドルッディーン・ザンジャーニーを取り立てたこと、ガザン・ハンの時代にヌリン・アカがサアドゥッディーン・サーヴァジーを取り立てたこと、オルジェイトゥ・ハンの時代にアミール・フセイン・クルカーンがアリー・シャーを引き上げたことを例にあげた。執事たちはさらに「ルクン・ウッディーン・サーインをワズィール職に登用することはふさわしいでしょう」と強く推薦した。これにチョバンは心を動かされてルクン・ウッディーン・サーインをワズィールに任命した。

### チョバンを陥れる
21歳になったアブー・サイード・ハンはチョバンの娘でシャイフ・ハサンの妻であるバグダードに横恋慕してしまう。チョバンにこのことを率直に伝えたが、チョバンははぐらかした。このあたりから二人の間に亀裂が生じ始める。一方で、ルクン・ウッディーン・サーインは官庁を管理する能力はなかったが、チョバンの党派の権力をねたみ、あらゆる機会をつかんではアブー・サイード・ハンに讒言していた。例えば、チョバンの党派が公金を私物化していること、国庫に入金したどんな少額の金銭もかれらの命令なしには運用できなかったこと、これらの横領行為を抑止する処置をすべきであることをアブー・サイード・ハンに言いふらしていた。これにアブー・サイード・ハンは次第に心を動かされていき、ルクン・ウッディーン・サーインはマリク・ヌスラトゥッディーン・アーディル（ملک نصرت‌الدین عادل Malik Nuṣrat al-Dīn ʿĀdil）の称号を授かった。

### ディシマク・ホージャの専横
1326年、チャガタイ・ウルスのタルマシリン・ハンが侵入すると聞いたアブー・サイード・ハンはルクン・ウッディーン・サーインを伴ってホラーサーンへ出兵した。その間、チョバンの子ディマシク・ホージャがワズィールとして政務を代行したが、個人の財産を強奪し、専制的に処刑し、婦女子を凌辱した。アブー・サイード・ハンは戻るとこのことを知ったが、このときチョバンの子を処罰する権限はなかった。
1327年、ディシマク・ホージャの専横はきわまり、アブー・サイード・ハンに拝謁を求める者を誰でも攻撃した。アブー・サイード・ハンはこの屈辱的な束縛を耐え忍んでいたが、ディマシク・ホージャがオルジェイトゥの宮嬪コトクタイと私通したことを利用して、彼を殺すよう命じて殺害した。

### 死去
8月、アブー・サイード・ハンは続いてチョバンが挙兵する前にチョバン一味を殺すよう、諸将に命令した。ホラーサーンにいたチョバンはこの知らせをうけ、アブー・サイード・ハンから遠ざけるために連れてきていたルクン・ウッディーン・サーインを殺した。その後チョバンとアブー・サイードは争い、捕らえられたチョバンは10月に処刑された。
後任のワズィールはラシードゥッディーンの子ホージャ・ギヤースッディーン・ムハンマドとホラーサーンの貴族アラー・ウッディーン・ムハンマドとが分担した。しかし、アラー・ウッディーン・ムハンマドは1328年5月に更迭された。